# Riksmötets öppnande
Riksmötets öppnande ("rigsmødets åbning") er i Sverige indledningen til Riksdagens arbejdsår, og ligger på den tredje tirsdag i september.
Ved riksmötets öppnande kan offentligheden få kendskab til regeringens planer for det kommende år.
Mødet indledes med opråb af riksdagsmedlemmerne i salen og derefter gudstjeneste i Storkyrkan for medlemmer og særligt indbudte gæster.
Kongen og andre medlemmer af den kongelige familie ankommer med bereden eskorte fra Livgardets livbataljon. I mødet deltager i øvrigt Riksdagens formand og medlemmer, statsministeren og resten af regeringen, udenlandske ambassadører. Kongen holder tale og erklærer arbejdsåret åbent. Som del af åbningsceremonien oplæser statsministeren regeringsförklaringen, hvori regeringens planer for det kommende år beskrives.
Tidligere (indtil 1974) foregik "Riksdagens högtidliga öppnande", som det hed dengang, i Rikssalen på Stockholms Slot.